# Seljony Gai (Kaliningrad)
Seljony Gai (russisch Зелёный Гай, deutsch Groß Drebnau) ist ein Ort in der russischen Oblast Kaliningrad. Er gehört zur kommunalen Selbstverwaltungseinheit Stadtkreis Selenogradsk im Rajon Selenogradsk.

## Geographische Lage
Seljony Gai liegt 20 Kilometer nordwestlich von Kaliningrad (Königsberg) und zwölf Kilometer südöstlich von Pionerski (Neukuhren) an der Kommunalstraße 27K-364, einer Stichstraße, die vier Kilometer nördlich von Pereslawskoje (Drugehnen) von der Regionalstraße 27A-032 (ex A192) nach Osten abzweigt. Die nächste Bahnstation ist Pereslawskoje-Sapadnoje an der Bahnstrecke Kaliningrad–Swetlogorsk (Königsberg–Rauschen), bis 1945 Marienhof (russisch: Nowo-Pereslawskoje, nicht mehr existent) genannt und Bahnstation an der Samlandbahn sowie Endstation der Fischhausener Kreisbahn.

## Geschichte
Das 1277 gegründete und bis 1946 Drebnau (bis 1930 Groß Drebnau) genannte Dorf bestand vor 1945 aus mehreren kleinen und großen Höfen. Im Jahre 1874 wurde es in den neu errichteten Amtsbezirk Seefeld (ab 1930 Amtsbezirk Drugehnen (russisch: Pereslawskoje)) eingegliedert und gehörte bis 1939 zum Landkreis Fischhausen, von 1939 bis 1945 zum Landkreis Samland im Regierungsbezirk Königsberg der preußischen Provinz Ostpreußen. Im Jahre 1910 lebten hier 136 Einwohner.
Am 17. Oktober 1928 wurde die Landgemeinde Klein Drebnau (heute russisch: Molotschnoje) in die Landgemeinde Groß Drebnau eingegliedert, die daraufhin in „Drebnau“ (ohne Namenszusatz) umbenannt wurde. Die Einwohnerzahlen der neu formierten Gemeinde beliefen sich 1933 auf 288 und 1939 auf 253.
Als Kriegsfolge kam Drebnau mit dem nördlichen Ostpreußen im Jahre 1945 zur Sowjetunion. Der Ort Groß Drebnau erhielt im Jahr 1950 die russische Bezeichnung Seljony Gai und wurde gleichzeitig dem Dorfsowjet Romanowski selski Sowet im Rajon Primorsk zugeordnet. Von 2005 bis 2015 gehörte Seljony Gai zur Landgemeinde Kowrowskoje selskoje posselenije und seither zum Stadtkreis Selenogradsk.

## Kirche
Die überwiegend evangelische Bevölkerung (Groß) Drebnaus war vor 1945 in das Kirchspiel der Pfarrkirche in Kumehnen (heute russisch: Kumatschowo) eingepfarrt. Es gehörte zum Kirchenkreis Fischhausen (Primorsk) innerhalb der Kirchenprovinz Ostpreußen der Kirche der Altpreußischen Union. Die wenigen katholischen Kirchenglieder gehörten zur Pfarrei Königsberg-Oberhaberberg im Bistum Ermland. Heute liegt Seljony Gai im Einzugsbereich der evangelisch-lutherischen Auferstehungskirche in Kaliningrad (Königsberg) innerhalb der Propstei Kaliningrad der Evangelisch-lutherischen Kirche Europäisches Russland. In Kaliningrad gibt es außerdem ein katholisches Pfarrzentrum.